# Inker
Inker (von englisch ink „Tinte“ abgeleitete Tätigkeitsbezeichnung) ist eine Berufsbezeichnung in der Comic-Industrie. Ein Inker zeichnet Bleistiftvorlagen mit schwarzer Tinte oder Tusche nach, wobei er den Vorlagen die endgültige Form gibt.
Hierzu verwendet der Inker Tuschefedern oder Pinsel. Sobald die Tinte getrocknet ist, werden die Bleistiftzeichnungen mit einem Radiergummi entfernt. Mit bestimmten Zeichentechniken können auch verschiedene Grautöne und räumliche Tiefe simuliert werden.
Je nach Art des Comics ist der Vorzeichner (engl.: Penciller) und der Tuschezeichner (engl.: Inker) ein und dieselbe Person oder es wird eine Arbeitsteilung vollzogen, wie es bei den meisten kommerziellen Comics der Fall ist. Auf diese Weise kann ein Comic erheblich schneller produziert werden, da die Arbeiter besser auf ihre Teilgebiete spezialisiert sind und parallel zueinander arbeiten können.